# Liste de lieux du Beleriand
Cet article détaille plusieurs lieux situés en Beleriand, une région fictive imaginée par J. R. R. Tolkien qui sert de théâtre à une partie des événements décrits dans Le Silmarillion.
Sauf mention contraire, tous les noms suivis de leur signification sont en sindarin.
- Haut – A
- B
- C
- D
- E
- F
- G
- H
- I
- J
- K
- L
- M
- N
- O
- P
- Q
- R
- S
- T
- U
- V
- W
- X
- Y
- Z

## A

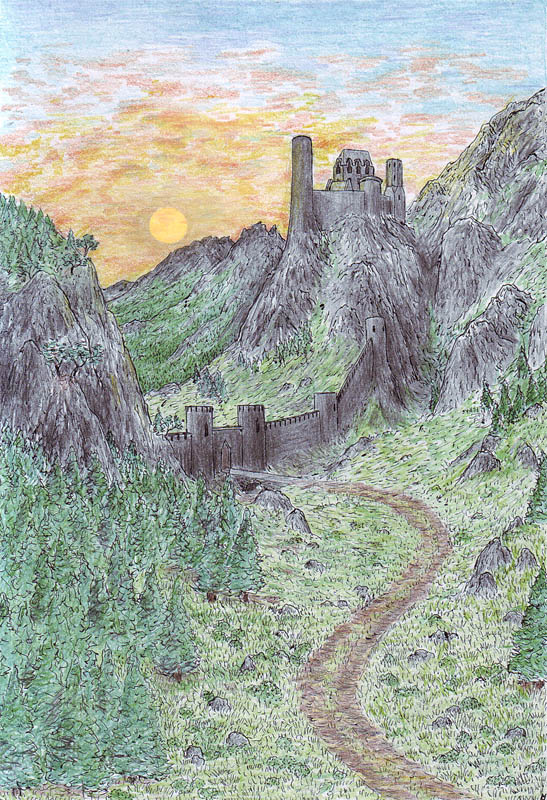
La passe d'Aglon

- Amon Ereb « colline solitaire » est une colline isolée située dans le prolongement d'Andram. C'est là que meurt Denethor lors de la première des batailles du Beleriand, et c'est également là que se réfugient Caranthir, Amrod et Amras après Dagor Bragollach.
- Amon Rûdh « colline chauve » est une colline située au sud de la forêt de Brethil. C'est là que vivent les derniers Petits-Nains, Mîm et ses deux fils, qui offrent de mauvaise grâce un refuge à Túrin Turambar et sa bande de hors-la-loi. Son nom vient du fait que son sommet est vierge de toute végétation, hormis les fleurs rouges du seregon.
- Ard-galen « région verte » est une plaine qui s'étend au nord du Dorthonion et du Beleriand proprement dit. À l'origine grande plaine d'herbe grasse où les Noldor font paître leurs chevaux, elle est ravagée au début de Dagor Bragollach par de grands fleuves de feu jaillis d'Angband. La plaine est par la suite rebaptisée Anfauglith « Poussière étouffante ».
- L'Arvernien est une région au sud-ouest du Beleriand, entre le Sirion et la mer.

## B

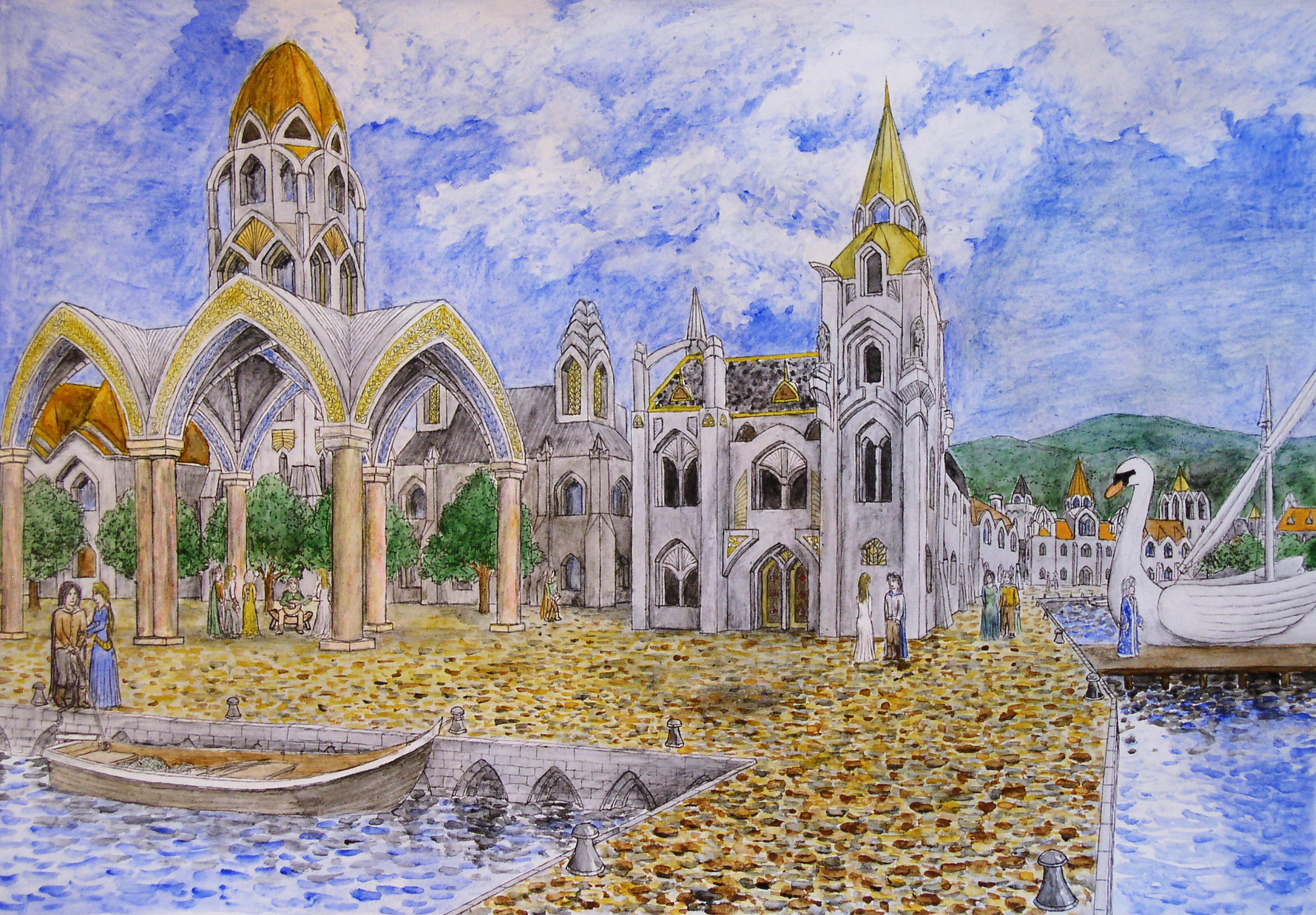
Brithombar

- La baie de Balar est une grande baie qui se situe au sud du Beleriand, auquel elle a donné son nom. Le Sirion s'y jette.
- Le cap Balar se situe à la pointe nord-ouest de la baie du même nom.
- L'île de Balar se trouve au milieu de la baie du même nom. Il s'agit de l'extrémité orientale de l'île employée par Ulmo pour faire traverser la Grande Mer aux Eldar, restée accrochée aux hauts-fonds et séparée du reste. De nombreuses perles se trouvaient dans les hauts fonds de l'île de Balar et  Círdan en apportait un grand nombre à Thranduil, qui les offraient à son tour aux Naugrim[1]. À la fin du Premier Âge, lorsque le pouvoir de Morgoth s'étend sur tout le Beleriand, elle constitue le dernier refuge des Eldar. Círdan et Gil-galad y vécurent après Nírnaeth Arnoediad.
- Brithombar est, avec Eglarest, l'un des deux ports des Falathrim.

## C
- Cabed-en-Aras « saut du cerf » est une gorge où coule le Teiglin, non loin de Brethil. C'est là que Túrin Turambar tue Glaurung, puis que Nienor se suicide en se jetant dans la rivière, d'où le nom de Cabed Naeramarth « Saut du terrible destin » donné par la suite aux lieux.

## E
- Eglarest est, avec Brithombar, l'un des deux ports des Falathrim.
- Les Ered Gorgoroth « montagnes de l'Effroi » sont une chaîne de montagnes qui sépare le Beleriand proprement dit du Dorthonion. Au sud des montagnes se trouve la vallée de Nan Dungortheb, peuplée par la progéniture arachnide d'Ungoliant.
- Les Ered Wethrin « montagnes de l'Ombre » sont une chaîne de montagnes. D'abord orientées ouest-est, elles séparent le Beleriand proprement dit au sud des régions de Dor-lómin et Mithrim au nord, puis elles bifurquent vers le nord, séparant Hithlum à l'ouest de la plaine d'Anfauglith à l'est.

## H
- La plaine d'Himlad s'étend entre l'Aros et le Celon, au sud de la passe d'Aglon. Elle constitue le royaume de Celegorm et Curufin jusqu'à Dagor Bragollach.
- La colline d'Himring se situe dans le nord-est du Beleriand, et Maedhros y bâtit une puissante forteresse qui résiste à la défaite de Dagor Bragollach. Il en est chassé après Nírnaeth Arnoediad. La colline ne sombre pas sous les flots après la destruction du Beleriand, mais devient une île au large du Lindon appelée Himling.

## M
- Minas Tirith « tour de garde » est une tour édifiée par Finrod sur l'île de Tol Sirion et donnée à son frère Orodreth. Elle est prise par Sauron peu après Dagor Bragollach, en 457 P.A., et devient son repaire. Vaincu par Lúthien et Huan, Sauron doit s'enfuir et la tour est détruite. Son nom est repris au Troisième Âge par Minas Anor, capitale du Gondor.

## T

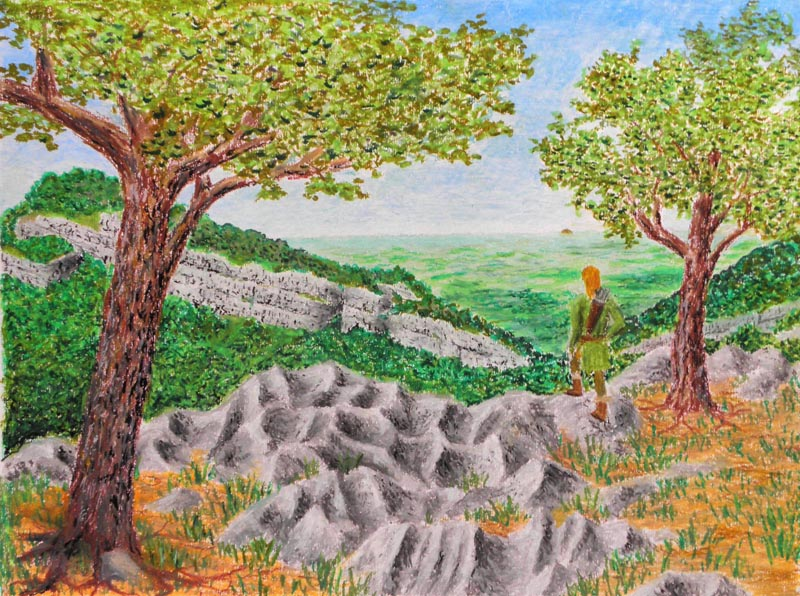
Taur-en-Faroth

- Taur-im-Duinath « forêt entre les fleuves » est une forêt qui s'étend au sud du Beleriand, entre le Sirion et le Gelion. C'est une région déserte, seulement parcourue par quelques Avari.
- Tol Galen « île verte » est le nom donné à l'île que forme le cours de l'Adurant en se dédoublant. Beren et Lúthien s'y installent après leur retour de Mandos.
- Tol Sirion est une île sur le cours du Sirion, où est édifiée la tour de Minas Tirith. Après sa chute aux mains de Sauron, l'île est rebaptisée Tol-in-Gaurhoth, « île des loups-garous », en référence aux animaux dont Sauron la peuple.